# Xenia distorta
Xenia distorta is een zachte koraalsoort uit de familie Xeniidae. De koraalsoort komt uit het geslacht Xenia. Xenia distorta werd in 1966 voor het eerst wetenschappelijk beschreven door Tixier-Durivault. 